# Stargate Atlantis
 For alternative betydninger, se Stargate. (Se også artikler, som begynder med Stargate)
Stargate Atlantis var en amerikansk-canadisk science fictionserie der blev sendt i perioden 2004 til 2009. Stargate Atlantis er en spinoff-serie til Stargate SG-1, der selv var en fortsættelse til Stargate-filmen. Den er på 5 sæsoner. Hvor Stargate Atlantis er de sæsoner lige efter Stargate SG-1.

## Medvirkende
- Joe Flanigan
- Torri Higginson
- Rachel Luttrell
- Rainbow Sun Francks
- David Hewlett
- Jason Momoa
- Paul McGillion
- Amanda Tapping
- Jewel Staite
- Robert Picardo